# Bobbie Singer
Bobbie Singer, pseudonimo di Tina Schosser (Linz, 22 febbraio 1981), è una cantante austriaca.

## Biografia
Bobbie Singer ha firmato il suo primo contratto discografico con la Koch Records nel 1996, all'età di quindici anni. Nel 1999 l'ente televisivo nazionale austriaco ORF l'ha selezionata internamente per rappresentare l'Austria all'Eurovision Song Contest 1999 con la canzone Reflection, scritta e composta da Dave Moskin. Al contest si è piazzata al 10º posto su 23 partecipanti, totalizzando 65 punti. La sua esibizione è stata particolarmente popolare in Islanda ed Estonia, dove è risultata la terza più votata dal pubblico; è inoltre arrivata quarta nei competitivi televoti di Regno Unito e Svezia.
Reflection ha raggiunto il 30º posto nella classifica dei singoli più venduti in Austria, ed è presto stata seguita dall'album di debutto di Bobbie Singer, intitolato Before I Die. Dall'album sono stati estratti altri due singoli, Waterfalls e Home, che però non hanno ottenuto lo sperato successo commerciale e dopo i quali la cantante si è ritirata dal palcoscenico.
Ora all'attivo con suo nome di battesimo Tina Schosser, ha fondato uno studio di registrazione, Die Schosserei, e lavora come produttrice discografica, speaker radiofonica e voce fuori campo in televisione.

## Discografia

### Album in studio
- 1999 – Before I Die

### Singoli
- 1998 – Egoistic
- 1999 – Reflection
- 1999 – Waterfalls
- 2000 – Home